# Wanda (Dvořák)
Wanda (op. 25, tschechisch Vanda) ist eine tragische Oper in fünf Aufzügen von Antonín Dvořák. Sie entstand von April bis Dezember 1875. Mit der Uraufführung am 17. April 1876 eröffnete Rudolf Wirsing seine Amtszeit als Direktor des Prager Interimstheaters (Prozatímní divadlo).

## Handlung

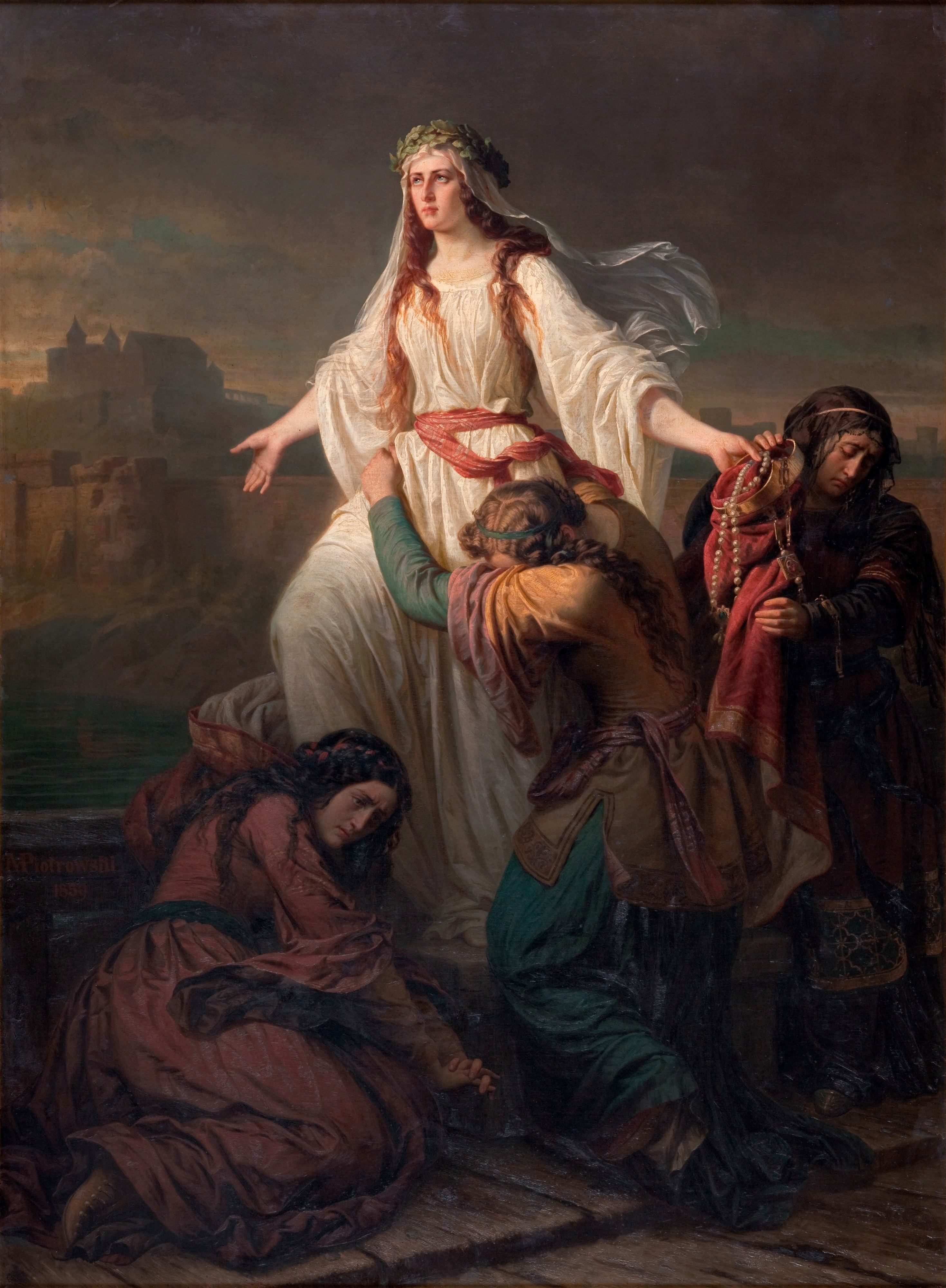
Der Tod Wandas, Gemälde von Maksymilian Piotrowski (1859)

Die polnische Fürstentochter Wanda kämpft leidenschaftlich gegen Roderich, einen deutschen Fürsten, und stürzt sich zur Errettung ihres Landes in die Wellen der Weichsel. Vor allem der Kampf zwischen den heidnischen Slawen und den christlichen Germanen wurde herausgearbeitet. Einige Motive, wie der Streit zwischen den Bewerbern um die Hand der Herrscherin, die Wahl des Gemahls und des Herrschers aus niedrigem Stand und der Übergang der Regierungsgewalt von der Frau auf den Mann stehen in Verbindung mit den böhmischen Sagen um die Fürstin Libuše.

## Gestaltung

### Instrumentation
Die Orchesterbesetzung der Oper enthält die folgenden Instrumente:
- Holzbläser: zwei Flöten (auch Piccolo), zwei Oboen (auch Englischhorn), zwei Klarinetten, zwei Fagotte
- Blechbläser: vier Hörner, zwei Trompeten, drei Posaunen, Tuba
- Schlagzeug
- Harfe
- Streicher

### Musik
Alan Houtchens weist im Vorwort der kritischen Erstausgabe auf den „harmonischen Reichtum“, die „farbenreiche Instrumentierung“, „feine und transparente Textur“ und die „rhythmische Lebendigkeit“ von Dvořáks Musik hin. Bestimmte Themen kehren im Verlauf der Oper vielfach variiert in mannigfaltigen Zusammenhängen wieder. Die Arien, Ensembles, Tänze und Chöre bilden größere Szenenkomplexe nach Art der französischen Grand opéra.

## Werkgeschichte
Die Autorschaft des Librettos ist nicht vollständig geklärt. Auf dem Titelblatt des gedruckten Textbuchs sowie in der damaligen Presse wurden Václav Benes-Sumavsky und Frantisek Zákrejs genannt. Die Manuskript-Vorlage stammt von dem anderweitig nicht schriftstellerisch hervorgetretenen Warschauer Professor Julian Surzycki. Da es unwahrscheinlich ist, dass Dvořák ein Libretto eines ihm völlig unbekannten Autors vertonte, wurde die Vermutung geäußert, dass der wirkliche Verfasser seine Identität aus politischen Gründen geheim halten wollte. Eine nicht-slawische Vorlage hätte zudem dem Erfolg der Oper entgegenstehen können.
Die Uraufführungsinszenierung erlebte nur vier weiteren Aufführungen während der Spielzeit 1876/77, bevor sie vom Spielplan genommen wurde.
Unter Jan Nepomuk Mayr, Wirsings Nachfolger im Amt des Direktors, gab es 1880 vier weitere Wanda-Vorstellungen, allerdings in drastisch gekürzter
Fassung. Beiden Inszenierungen fehlte es an Sängerkapazitäten sowie adäquaten Bühnenmöglichkeiten, um das Werk richtig zur Aufführung zu bringen. Geplante Aufführungen wie in Wien oder Budapest wurden nicht realisiert.
1881 erwarb August Alwin Cranz die Verlags- und teilweise auch die Aufführungsrechte vom Komponisten.
Im 20. Jahrhundert wurde die Oper ganze 3 Mal auf die Bühne gebracht, jedoch nicht in der Originalfassung. 1925 spielte man sie in Pilsen. Das Nationaltheater in Prag nahm sich ihrer 1929 an. Schließlich gab es 1989 eine Inszenierung in Olmütz.
Am 15. März 2014 erfolgte die deutsche Erstaufführung am Theater Osnabrück in einer Inszenierung von Robert Lehmeier.